# Segona divisió espanyola de futbol 1931-1932
Resum de l'activitat de la temporada 1931-1932 de la Segona divisió espanyola de futbol.

## Clubs participants
| Club                   | Ciutat               | Estadi           |
| ---------------------- | -------------------- | ---------------- |
| Athletic Club Madrid   | Madrid               | Metropolitano    |
| Betis Balompié         | Sevilla              | Patronato Obrero |
| CE Castelló            | Castelló de la Plana | El Sequiol       |
| Catalunya FC           | Barcelona            | Camp dels Quinze |
| Celta de Vigo          | Vigo                 | Balaídos         |
| Deportivo de La Coruña | La Corunya           | Riazor           |
| Murcia FC              | Múrcia               | La Condomina     |
| Oviedo FC              | Oviedo               | Buenavista       |
| Sevilla FC             | Sevilla              | Nervión          |
| Sporting de Gijón      | Gijón                | El Molinón       |

## Classificació
| Pos | Equip                  | PJ | PG | PE | PP | GF | GC | DG  | Pts | Promoció o descens        |
| --- | ---------------------- | -- | -- | -- | -- | -- | -- | --- | --- | ------------------------- |
| 1   | Betis Balompié         | 16 | 8  | 5  | 3  | 37 | 29 | +8  | 21  | Ascens a Primera Divisió  |
| 2   | Oviedo FC              | 16 | 9  | 1  | 6  | 42 | 23 | +19 | 19  |                           |
| 3   | Sporting de Gijón CF   | 16 | 7  | 4  | 5  | 29 | 25 | +4  | 18  |                           |
| 4   | Athletic Club Madrid   | 16 | 8  | 2  | 6  | 38 | 34 | +4  | 18  |                           |
| 5   | Murcia FC              | 16 | 8  | 1  | 7  | 34 | 30 | +4  | 17  |                           |
| 6   | Deportivo de La Coruña | 16 | 7  | 1  | 8  | 28 | 36 | −8  | 15  |                           |
| 7   | CE Castelló            | 16 | 7  | 1  | 8  | 23 | 32 | −9  | 15  |                           |
| 8   | Sevilla FC             | 16 | 5  | 1  | 10 | 25 | 31 | −6  | 11  |                           |
| 9   | Club Celta             | 16 | 4  | 2  | 10 | 27 | 43 | −16 | 10  |                           |
| 10  | Catalunya FC           | 15 | 2  | 1  | 12 | 12 | 29 | −17 | 0   | Descens a Tercera Divisió |

1. ↑  El Catalunya FC fou una fusió entre el Club Esportiu Europa i el Gràcia FC al 1931. Per motius econòmics el club es va retirar després de quinze partits i tots els seus resultats van ser anul·lats. Els equips varen tornar a competir per separat a les divisions regionals la temporada següent.

## Resultats
| Casa \ Fora            | ATL | BET  | CAS | CAT | CEL | DEP | MUR | OVI | SEV | SPO |
| ---------------------- | --- | ---- | --- | --- | --- | --- | --- | --- | --- | --- |
| Athletic Club Madrid   |     | 10–1 | 2–0 | 0–1 | 4–2 | 4–1 | 4–0 | 1–0 | 3–2 | 2–2 |
| Betis Balompié         | 5–1 |      | 4–0 | 2–1 | 3–1 | 3–1 | 4–1 | 4–2 | 1–1 | 3–0 |
| CE Castelló            | 3–2 | 2–2  |     | 2–0 | 3–2 | 4–2 | 1–0 | 2–0 | 2–0 | 3–0 |
| Catalunya FC           | 2–1 | 0–1  | -   |     | 3–3 | 1–2 | 1–2 | 2–3 | 0–2 | 0–1 |
| Celta de Vigo          | 1–2 | 1–1  | 3–2 | -   |     | 2–1 | 3–1 | 1–3 | 4–0 | 2–2 |
| Deportivo de La Coruña | 3–0 | 0–0  | 2–0 | 3–0 | 5–0 |     | 2–1 | 2–0 | 4–2 | 3–2 |
| Murcia FC              | 4–0 | 2–2  | 3–1 | 3–0 | 6–2 | 6–1 |     | 2–0 | 3–1 | 4–1 |
| Oviedo FC              | 6–2 | 1–0  | 5–0 | 2–1 | 4–1 | 6–0 | 6–0 |     | 2–1 | 0–1 |
| Sevilla FC             | 3–0 | 2–3  | 3–1 | -   | 4–1 | 2–0 | 0–1 | 3–5 |     | 1–0 |
| Sporting de Gijón      | 1–1 | 4–1  | 2–0 | 3–1 | 3–1 | 4–1 | 3–0 | 3–3 | 1–0 |     |

## Resultats finals
- Campió: Reial Betis.
- Ascens a Primera divisió: Reial Betis.
- Descens a Segona divisió espanyola de futbol: Real Unión.
- Ascens a segona divisió: Osasuna.
- Descens: Catalunya FC.